# Waferplattform
Waferplattformen (im englischen „wafer stage“) dienen im Rahmen der Mikro- und Nanostrukturierung der Positionierung und Positionskontrolle des Wafers während der Prozessierung (Fotolithografie).

## Allgemeiner Aufbau
Waferplattformen unterscheiden sich in ihrer Konzeption je nach Hersteller. Jedoch sind sie immer mit einem Laser-Interferometer verbunden (die Spiegel des Interferometers sind zum Beispiel direkt mit der Plattform fest verbunden). Die genaue Positionsbestimmung der Plattform erfolgt über das Interferometer.
Man kann im Allgemeinen jedoch zwei Grundkonzepte unterscheiden: Zum einen die Aufteilung in zwei Plattformen für die Fein- und Grobjustierung des Wafers und zum anderen die Nutzung einer einzelnen Plattform für Fein- und Grobjustierung.
Im ersten Fall, der Aufteilung in zwei unterschiedlich gelagerte Plattformen erfolgt die grobe Positionierung mittels des Grobtriebs. Dieser wird meist über Schrittmotoren und Stellschrauben bewegt. Die genauere Positionierung erfolgt mittels des Feintriebs, welcher auf Luftkissen oder Magnetlagern gelagert ist.
Ein alternatives Konzept vereint den Grob- und den Feintrieb in einer massiven Plattform, welche mittels Magnetfeldern gelagert wird. Auf der Plattform befindet sich zudem immer die Einspannung (Chuck) des Wafers. Diese kann im Allgemeinen rotieren, um Fehler der Ausrichtung des Wafers (gemeint ist hier Fehler des Prealigners) auszugleichen. Die Belichtung bzw. Exponierung des Wafers kann dann statisch oder während der Bewegung (step-and-scan) erfolgen, vgl. Stepper (Halbleitertechnik).

## Belege
- Kazuaki Suzuki, Bruce W. Smith: Microlithography. Science and Technology. 2. bearbeitete Auflage. CRC Press, Boca Raton, Fla. 2007, ISBN 978-0-8247-9024-0 (englisch).